# Chapelle Saint-Calixte de Mons
La chapelle Saint-Calixte est un ancien édifice religieux construit au XIe siècle et remanié au XIVe siècle, sis dans le centre historique de la ville de Mons en Belgique. Chapelle du château des comtes de Hainaut (aujourd'hui disparu). Aujourd'hui désacralisée, elle fait partie du site du Beffroi de Mons (patrimoine mondial de l'UNESCO) et est visitable lors de visites guidées.

## Origine
La chapelle, aujourd'hui désacralisée, fut construite en 1051 par la comtesse Richilde pour y recevoir des reliques de saint Calixte, pape mort au IIIe siècle. La chapelle a été réalisée en grès de Bray (petite localité située entre les villes de Binche et de Mons).

## Particularités
Des fragments de fresques romanes ont été découverts à la fin du XIXe siècle. Elle ont été reconstituées au XXe siècle.
Remaniée au XIVe siècle, la chapelle abrite des voûtes de style gothique.
La chapelle abrite une crypte en sous-sol.

## Aujourd'hui
Comptant parmi les seuls vestiges du château de Mons, le bâtiment fait partie aujourd'hui du site du Beffroi de Mons (patrimoine mondial de l'UNESCO) ré-ouvert au public depuis 2015 et visitable lors de visites guidées.
Le bâtiment appartient à la ville de Mons et est jouxté d'une conciergerie. Différentes manifestations (concerts, activités, repas) y sont organisés par le pôle muséal de la ville Mons.